# Hans Fischerkoesen
Hans Fischerkoesen (* 18. Mai 1896 als Hans Fischer in Kösen; † 23. April 1973 in Mehlem) war ein deutscher Zeichentrick- und Werbefilmer. In Anlehnung an seine Heimatstadt verwendete er einen Teil des Städtenamens für seinen Künstlernamen.

## Leben
Hans Fischerkoesen war seit 1919 im Animationsfilm aktiv. In den 1920er-Jahren ging er nach Berlin und arbeitete mehrere Jahre für die Ufa. In seiner eigenen Firma in Potsdam produzierte er 1942 bis 1944 drei sehr bekannte Kurzfilme: Verwitterte Melodie, Der Schneemann und Das dumme Gänslein. 
Während des Zweiten Weltkriegs drehte Hans Fischerkoesen Unterrichtsfilme für die Wehrmacht. Nach dem Krieg wurden deswegen seine Ateliers und seine Villa in Potsdam beschlagnahmt. Nach anderthalb Jahren in sowjetischer Haft übersiedelte er in den Westen und wurde einer der führenden Werbefilm-Produzenten der jungen Bundesrepublik.
Nach 1948 gründet er in Mehlem bei Bonn die neuen Fischerkoesen-Studios. In den 1950er und 1960er Jahren stellten die Fischerkoesen-Studios mehrere Tausend animierte Werbe- und Auftragsfilme her. Zu den bekanntesten Figuren gehört Onkel Otto des Hessischen Rundfunks. Zum Graphiker- und Zeichnerteam Fischerkoesens gehörte unter anderem der Maler und Karikaturist André Osterritter. Die Studios wurden von Fischerkoesens Sohn fortgeführt und bestanden bis 2000.
Sein Enkel Alexander Fischerkoesen arbeitet als Kameramann.

## Filmografie
- 1919: Das Loch im Westen (erster in Deutschland produzierter langer Zeichentrickfilm, verschollen[3])
- 1921: Bummelpetrus (Werbefilm für Schuhe)[3]
- 1924: Der Pfennig muß es bringen
- 1926: Die Geschichte vom Schokoladenkasper
- 1926: Auf Skitour
- 1926: Der Arm
- 1929: Der möblierte Herr
- 1930: Szenen aus dem Leben eines Leipziger Rauchwaren-Kommissionärs. Für die Internationale Pelzfach-Ausstellung (IPA) in Leipzig[4]
- 1933: Schall und Rauch
- 1935: Das blaue Wunder (Werbefilm für Zigaretten)[5]
- 1937: Zwei Minuten von Bedeutung
- 1943: Die verwitterte Melodie
- 1944: Der Schneemann
- 1945: Das dumme Gänslein
- 1951: Am Busen der Natur
- 1952: Die Landpartie (Werbefilm für Coca-Cola)[6]
- 1953: Alles in Butter (Werbefilm für Deutsche Markenbutter)
- 1953: Der Knalleffekt (Werbefilm für C&A)
- 1955: Durch Nacht zum Licht (Werbefilm für Underberg)